# 多岐しずく
多岐 しずく（たき しずく、8月21日 - ）は、日本の漫画家。三重県出身。血液型はA型。2009年から小学館の『Sho-Comi』にて執筆中。

## 来歴・人物
2009年、『Sho-Comi』まんがアカデミアにて入選を受賞。同年『Sho-Comi』増刊8月15日号にて掲載された「初恋に、私ができるすべて」でデビュー。
以後、同誌の他に携帯サイト『モバイルフラワー』への執筆を中心に活動中。
『モバイルフラワー』にて配信された、「囚愛遊戯シリーズ」がヒット。『Sho-Comi』本誌への掲載経歴がないにもかかわらず、2011年には『囚愛遊戯〜姉はどうして僕を虜にするの?〜』で自身初の単行本（フラワーコミックス）が刊行された。
私生活では2012年2月に、第一子となる男児を出産した。

## 作品一覧

### 読み切り作品
- 初恋に、私ができるすべて（2009年『Sho-Comi』増刊8月15日号） - デビュー作
- そして、恋人になりました!（2009年『Sho-Comi』増刊10月15日号）
- 夢なんかじゃない（2009年『Sho-Comi』増刊12月15日号）
- ヒミツのつづき（2010年『Sho-Comi』増刊4月15日号）
- 猫の巣〜きみはいとしい僕の三毛猫〜（『猫彼クール』描き下ろし作品）
- 誘惑テイクアウト（2010年『Sho-Comi』増刊10月15日号）
- 弟が好きじゃダメですか?（2011年『Sho-Comi』増刊4月15日号）
- 蒼の風〜新撰組異聞〜（2011年『Sho-Comi』増刊12月15日号）
- 恋心の言いなり（『先生second〜これが、イケナイ恋ですか?〜』描き下ろし作品）
- ぐらす×はーと（2012年『Sho-Comi』増刊8月15日号）

### モバフラ配信作品
- お兄ちゃん、欲情してもいいですか?
- 十日華〜新撰組異聞〜
- 囚愛遊戯〜禁じられた視線〜
- 雪夜想〜幕末京都秘話〜
- 囚愛遊戯〜永すぎた婚約〜
- 囚愛遊戯〜閉ざされた動物園〜
- 囚愛遊戯〜姉はどうして僕を虜にするの?〜
- 白衣の奴隷〜ご奉仕させちゃいます〜

## 刊行作品
- 囚愛遊戯〜姉はどうして僕を虜にするの?〜

### オムニバス作品
- 猫彼キュート
  - 「猫の巣〜きみはいとしい僕の三毛猫〜」収録
- 先生second〜これが、イケナイ恋ですか?〜
  - 「恋心の言いなり」収録